# Großer Arbersee
Der Große Arbersee ist ein See im Bayerischen Wald an der Südostflanke des Großen Arbers. Er liegt auf dem Gebiet der Gemeinde Bayerisch Eisenstein im Landkreis Regen und ist der meistbesuchte See des Bayerischen Waldes.

## Geographie
Ebenso wie weitere sieben Seen in der Region ist der Große Arbersee ein Karsee, also ein Relikt der Eiszeit. Das in einem tiefen und wildromantischen Bergkessel eingebettete Gewässer ist von einem dichten Urwald und von Hochwald umschlossen. Der See wird etwa zwei Kilometer weiter im Nordwesten vom 1456 m ü. NHN hohen Großen Arber um 500 m überragt.

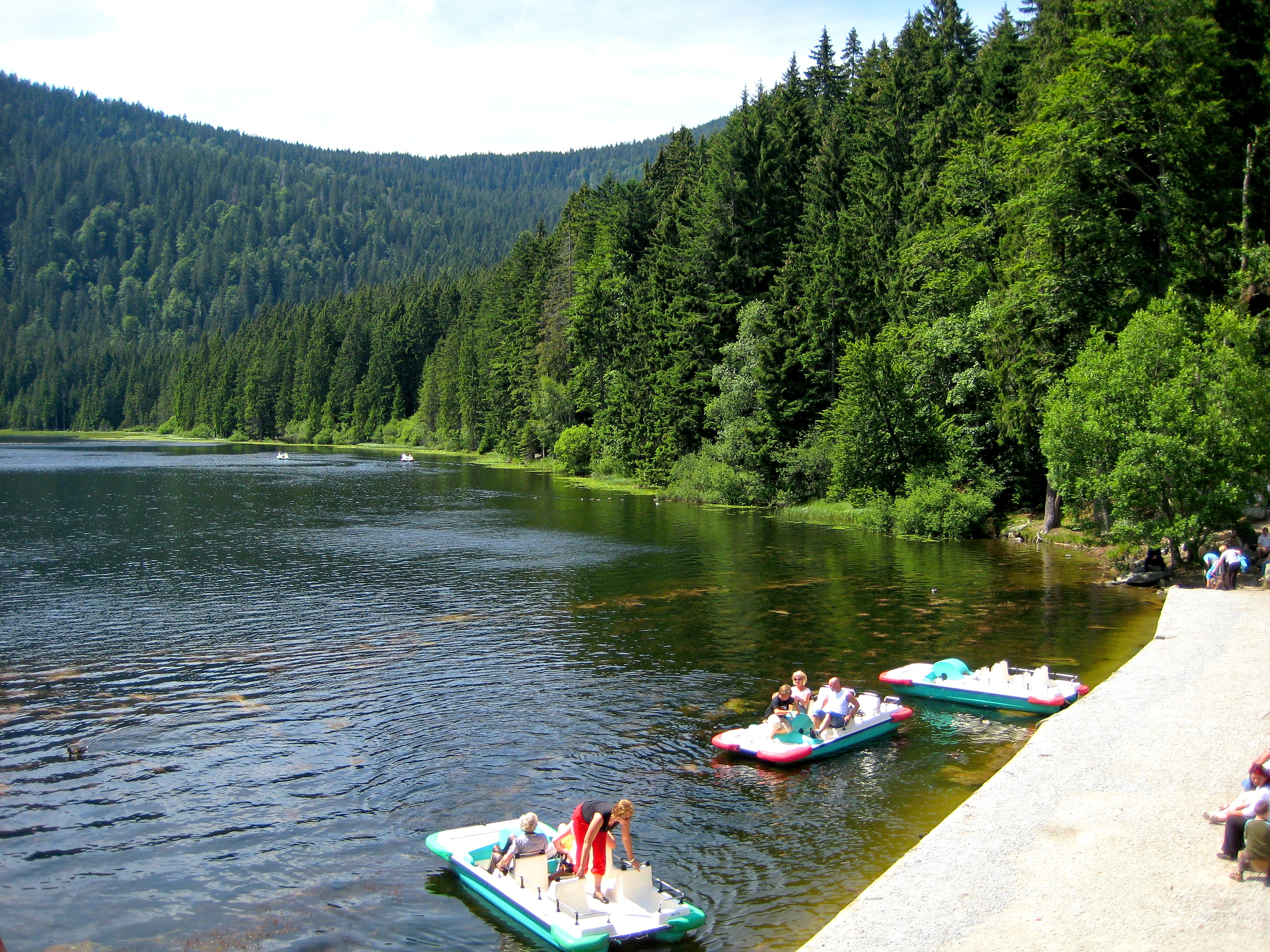
Der Große Arbersee von der Terrasse des Arberseehauses aus gesehen

Durch Verlandung verlor der See zwischen 1803 und 1897 etwa 1,5 ha seiner Fläche. Um das Zuwachsen des Sees zu verhindern, wurde 1899 ein großer Teil der Schwingrasen abgesprengt und an Land gezogen, wodurch sich die Seefläche wieder erheblich vergrößerte. Heute gibt es noch zwei größere Flächen Schwingrasen im westlichen Teil des Sees, eine mit 1,4 Hektar im Südwesten und eine mit 0,8 Hektar im Nordwesten. Im Gegensatz zu den schwimmenden Inseln im Kleinen Arbersee sind die Schwingrasen am Großen Arbersee mit dem Ufer verbunden, doch auch sie haben keine feste Verbindung zum Seegrund.
Im Westen des Sees steigt die fast 400 m hohe Arberseewand steil empor. Der Aufstieg über die Seewand auf den Arbergipfel wurde wegen einer Zunahme des Borkenkäferbefalls sowie nach mehreren Abstürzen und dramatischen Rettungsaktionen geschlossen.
Der Große Arbersee liegt unmittelbar neben einer vielbefahrenen Staatsstraße, pro Jahr hat er rund eine halbe Million Besucher, die auf zum Teil steinigen und häufig nassen Wanderwegen, im Moorbereich auch auf Stegen um den See wandern können. Am Ufer steht neben der Straße die Gaststätte Arberseehaus.

## Das Naturschutzgebiet
Das Naturschutzgebiet Großer Arbersee und Arberseewand wurde durch Verordnung des Regierungspräsidenten in Regensburg am 15. August 1939 ausgewiesen und durch Bekanntmachung im Bayerischen Regierungsanzeiger vom 22. August 1939 in Kraft gesetzt. Es war bereits seit 1914 Pflanzenschonbezirk. Es ist 157 ha groß und umfasst die Umgebung des Sees einschließlich der Seewand. 1972 wurde ein ca. 130 ha großer Teilbereich zum Naturwaldreservat Geige und Seewand erklärt. Im gesamten Schutzgebiet besteht ein Wegegebot, Radfahrverbot, für Hunde Leinenzwang, ein Bade- und Sonnenbadeverbot und das Verbot, den See unbefugt zu befahren. Besonders betreut wird das Naturschutzgebiet – ebenso wie das gesamte niederbayerische Arbergebiet von der „Gebietsbetreuerin Arberregion“ des Naturparks Bayerischer Wald.
Die Seewand schließt den See und den Kernbereich des Naturwaldreservats nach Westen ab. Forstwirtschaft war hier wegen der Steilheit des Geländes und der Unzugänglichkeit nie möglich. Der natürliche ökologische Kreislauf wurde deshalb nie unterbrochen, weshalb hier bis zu 400 Jahre alte Bäume stehen. Viele Tierarten sind auf ökologische Nischen in diesem artenreichen Mischwald angewiesen, in dem Totholz nicht sofort abtransportiert wird, sondern als Lebensgrundlage für Käfer und andere Insekten zurückbleibt.
Insekten sind die Hauptnahrungsquelle der über 45 Vogelarten, die im Naturwaldreservat nisten, darunter der seltene Weißrückenspecht, der in Deutschland nur in den Alpen und hier im Bayerischen Wald vorkommt. Verlassene Spechthöhlen bieten anderen Tieren Unterschlupf, z. B. dem Baummarder. Durch den Wasserreichtum genügt das Reservat auch den ökologischen Ansprüchen des Fischotters, der hier eines seiner letzten Zufluchtsgebiete in Mitteleuropa gefunden hat.

## Geotop
Der Arbersee mit den Arbersee-Wänden ist vom Bayerischen Landesamt für Umwelt als besonders wertvolles Geotop (Geotop-Nummer: 276R007) ausgewiesen.

## Märchenwald
Direkt neben dem Arbersee lag bis 2015 ein 1970 gegründeter Märchenpark, der in den Sommermonaten geöffnet war. Der rund einstündige Rundgang führte an verschiedenen Häuschen vorbei und die Besucher konnten sich, meist per Knopfdruck, Märchen von Band erzählen lassen. Der Märchenwald wurde im Oktober 2015 geschlossen.

## Andere Seen in der Region
Neben dem Stillen See befinden sich auf der tschechischen Seite dieses ausgedehnten Waldgebietes im Böhmerwald weitere fünf Gletscherseen, alle im Biosphärenreservat Šumava.

## Gasthaus am Großen Arbersee
Das erste Arberseehaus wurde 1905 erbaut und war bis 2014 verpachtet. Es wurde im Oktober 2016 im Auftrag der Verwaltung der Fürstlich Hohenzollernschen Arber-Bergbahn e.K. abgerissen. Im Juni 2018 wurde ein neues Gebäude eröffnet.
Das neue Arberseehaus wurde in Holz errichtet, mit Rundbogenfenstern und -türen sowie mit Mosaikfenstern. Der Plan für das neue Gebäude orientierte sich am Bauplan des Arberseehauses von 1904.